# Rubus wahlbergii
Ronce de Godron, Ronce de Wahlberg
Espèce
Rubus whalbergii, la Ronce de Godron ou Ronce de Wahlberg, est une espèce de plantes à fleurs de la famille des rosacées et du genre Rubus. Elle est caractéristique du groupement végétal des Pruno-Rubetum vestiti en phytosociologie.

## Description
Rubus wahlbergii a des turions arqués, rampants, glabres pourvus d'aiguillons larges et teintés de rouge à leur base. Il comporte des feuilles légèrement pédalées (qui qualifie une feuille à plusieurs segments, le médian étant libre et les latéraux s'insérant chacun sur celui qui le précède) à cinq folioles. Le foliole terminal est ovale, arrondi, à base large. Sa partie supérieure comporte de zéro à dix poils par cm². Sa face inférieure, quant à elle, est tomenteuse et de couleur vert grisâtre à gris blanchâtre.
L'inflorescence de cette ronce est densément fleurie à son extrémité supérieure. Les fleurs, rose vif, sont réunies de manière pyramidale. Les sépales gris tomenteux sont réfléchis (se dit d'un organe végétal, qui se replie brusquement dans une direction opposée au sens originel). Les pétales mesurent de dix à treize millimètres ; ils sont de forme arrondie presque ovale. La floraison a lieu de juin à août.

## Habitat et répartition
Cette ronce, éparse à fréquente, dans les fourrés et lisières forestière, pousse sur des sols riches en nutriments. On la rencontre en Norvège, Suède, Danemark, Allemagne, Pologne et Pays-Bas.

## Liste des variétés et formes
Selon GBIF (5 juin 2025) :
- Rubus vexatus var. crispus Frid. ex Boulay
- Rubus vexatus var. vexatus
- Rubus wahlbergii var. coryliopsis Weber
- Rubus wahlbergii var. wahlbergii
- Rubus hollandrei f. hollandrei
- Rubus ×hollandrei f. intermedius Hruby
- Rubus ×hollandrei f. semiprocerus Hruby
- Rubus ×hollandrei f. subprocerus Hruby

## Dénominations
Ce taxon porte en français les noms vernaculaires ou normalisés suivants : Ronce de Godron, Ronce de Wahlberg.

## Systématique
Le nom correct complet (avec auteur) de ce taxon est Rubus wahlbergii Arrh..
Rubus wahlbergii a pour synonymes :
- Rubus corylifolius subsp. wahlbergii (Arrh.) F.Aresch.
- Rubus corylifolius var. obscurus Lund
- Rubus corylifolius var. tenuifolius F.Aresch.
- Rubus corylifolius var. wahlbergii (Arrh.) Dumort.
- Rubus dumetorum var. wahlbergii (Arrh.) Progel
- Rubus fruticosus var. intermedius Wahlb.
- Rubus lundii Sudre
- Rubus milliformis var. magnificus Frid.
- Rubus milliformis var. tenuifolius (F.Aresch.) Frid.
- Rubus nemorosus subsp. wahlbergii (Arrh.) F.Aresch.
- Rubus uncinatus Frid. ex Frid. & Gelert
- Rubus vexatus (Frid. ex E.H.L.Krause) Boulay
- Rubus wahlbergii f. acanthoides H.Mort.
- Rubus wahlbergii f. acanthoides H.Mort. ex Boulay
- Rubus wahlbergii f. tenuifolius (F.Aresch.) Neuman
- Rubus wahlbergii var. borussicus Focke
- Rubus wahlbergii var. borussicus Focke ex Abrom.
- Rubus wahlbergii var. coriaceus Westerl.
- Rubus wahlbergii var. frustratus T.B.Salter
- Rubus wahlbergii var. hoplites Frid. & Gelert
- Rubus wahlbergii var. magnificus (Frid.) Frid.
- Rubus wahlbergii var. magnificus Frid. ex Boulay
- Rubus wahlbergii var. mutabilis Frid.
- Rubus wahlbergii var. obscurus (Lund) Neuman
- Rubus wahlbergii var. vexatus Frid.
- Rubus wahlbergii var. vexatus Frid. ex E.H.L.Krause
- Rubus wahlbergii var. virescens Cariot
- Rubus wahlbergii Sabr.